# Zwartkopstekelstaart
De zwartkopstekelstaart (Synallaxis tithys) is een zangvogel uit de familie Furnariidae (ovenvogels). Het is een kwetsbare, endemische vogelsoort in een gebied op de grens tussen Ecuador en Peru.

## Kenmerken
De vogel is 14,5 cm lang, gemiddeld iets kleiner dan de marañónstekelstaart. De vogel is op buik en borst egaal grijs, met een witte baardstreep en donkergrijs op de kop. Van boven is de vogel olijfkleurig bruin.

## Verspreiding en leefgebied
Deze soort komt voor in zuidwestelijk Ecuador in de provincies Manabí, Guayas, El Oro en Loja en in Noord-Peru in de regio's Tumbes and Piura. Het leefgebied is dicht struikgewas langs rivieren en langs de randen van natuurlijk bos in laagland en heuvelland tot 1290 m boven zeeniveau. De vogel wordt ook wel waargenomen in struikgewas binnen agrarisch gebied of in aangetast bos.

## Status
De zwartkopstekelstaart heeft een beperkt en versnipperd verspreidingsgebied en daardoor is de kans op uitsterven aanwezig. De grootte van de populatie werd in 2016 door BirdLife International geschat op 2,5 tot 10 duizend individuen en de populatie-aantallen nemen af door habitatverlies. Deze achteruitgang is minder erg dan aanvankelijk gedacht, daarom kreeg de vogel in 2017 de status kwetsbaar (in plaats van bedreigd) op de Rode Lijst van de IUCN. Echter, het leefgebied, vooral in het laagland wordt nog voortdurend aangetast door ontbossing waarbij natuurlijk bos wordt omgezet in gebied voor agrarisch gebruik zoals beweiding.